# Dick Anderson
Richard Paul Anderson (Midland, 10 febbraio 1946) è un politico ed ex giocatore di football americano statunitense che ha giocato nel ruolo di safety per tutta la carriera con i Miami Dolphins della National Football League (NFL). Fu scelto nel corso del terzo giro (73º assoluto) del Draft NFL 1968 dai Dolphins. Al college giocò a football all'Università del Colorado.

## Carriera
Anderson fu scelto dai Miami Dolphins della American Football League nel draft congiunto AFL/NFL del 1968, venendo premiato come miglior rookie difensivo della lega. Fu convocato tre volte per il Pro Bowl nel 1972, 1973 e 1974. Nel 1973 fu premiato come miglior difensore dell'anno della NFL. Fu uno dei leader della difesa dei Dolphins, contribuendo a raggiungere tre Super Bowl consecutivi, il primo perso contro i Dallas Cowboys e gli ultimi due vinti contro i Washington Redskins e i Minnesota Vikings. Fu parte anche della squadra dei Dolphins che concluse la stagione 1972 da imbattuta, unico caso della storia.
Il 3 dicembre 1973, Anderson disputò probabilmente la miglior gara della carriera quando divenne il settimo giocatore della storia a far registrare 4 intercetti in una singola gara, nella vittoria dei Dolphins 36-20 sui Pittsburgh Steelers. Dopo di Anderson, altri sei giocatori hanno compiuto quest'impresa.
Dopo la carriera da giocatore, Anderson divenne un uomo d'affari di successo e un senatore dello Stato della Florida.

## Palmarès

### Franchigia
- Super Bowl : 2

Miami Dolphins: VII, VIII
- American Football Conference Championship: 3

Miami Dolphins: 1972, 1973, 1974

### Individuale
- Miglior difensore dell'anno della NFL: 1

1973
- Convocazioni al Pro Bowl: 3

1972, 1973, 1974
- All-Pro: 3

1972, 1973, 1974
- Leader della NFL in intercetti: 1

1973
- Rookie difensivo dell'anno della AFL: 1968
- Formazione ideale della NFL degli anni 1970
- Miami Dolphins Honor Roll
- College Football Hall of Fame